# Hispanolona
La hispanolona o hispanolone (fórmula molecular C20H30O3 - CAS No. 18676-07-8) es un derivado vegetal, un diterpeno -terpeno de 20 carbonos-, que se encuentra de manera singular en las plantas del género Ballota, especialmente en la especie Ballota hirsuta (sinónimo de B. hispanica) y la Galeopsis angustifolia. 
Además de los efectos antiinflamatorios, antibacterianos o antivirales atribuidos a los diterpenos estudios preclínicos de 2012 han mostrado efectos antitumorales como agente quelante.

## Efectos antitumorales en estudios preclínicos
En 2012, estudios preclínicos farmacológicos, confirmarían posibles efectos antitumorales -especialmente en leucemias-, del diterpeno hispanolona, una molécula que se encuentra en la Galeopsis angustifolia y en la Ballota hispanica o marrubio rojo. El estudio de las bases moleculares de la apoptosis inducida por diferentes derivados diterpénicos en células tumorales, coordinado por Sonsoles Hortelano, habría demostrado los efectos de la hispanolona al provocar la apóptosis en células tumorales, con escasos efectos sobre otras sanas.

## Publicaciones sobre la hispanolona
- Critical role of the death receptor pathway in the antitumoral effects induced by hispanolone derivatives, PG. Traves, R. Lopez-Fontal, I. Cuadrado, A. Luque, L. Bosca, B. de las Heras and S. Hortelano, Oncogene (2012) 1-10, 2012 Macmillan Publishers Limited All rights reserved 0950-9232/12 (enlace roto disponible en Internet Archive; véase el historial, la primera versión y la última).
- Radical quenching activity, ferric-reducing antioxidant power, and ferrous ion-chelating capacity of 16 Ballota species and their total phenol and flavonoid contents, Erdogan-Orhan I., Sever-Yılmaz B., Altun ML., Saltan G., J Med Food. 2010 Dec;13(6):1537-43
- Electro-oxidation of hispanolone and anti-inflammatory properties of the obtained derivatives, Nieto-Mendoza E., Guevara-Salazar JA., Ramírez-Apan MT., Frontana-Uribe BA., Cogordan JA., Cárdenas J., J Org Chem. 2005 May 27;70(11):4538-41]
- Hispanolone, a new furanoditerpene, Savona G., Piozzi F., Rodríguez B., Heterocycles 1978; 9: 257-261.